# Cante jondo
Il Cante hondo o cante jondo è uno stile vocale del flamenco, una forma non degradata di musica folclorica andalusa, il cui nome significa canzone profonda. Generalmente le comuni classificazioni tradizionali dividono il Flamenco in tre gruppi di cui le forme più profonde e serie sono conosciute come cante jondo. Il nome con la j è spiegato come una forma di eye-dialect perché tradizionalmente gli andalusi la pronunciavano come una h aspirata che si è persa in altre forme di lingue ispaniche.

## Riferimenti culturali alcante jondo
Nel 1922 il compositore spagnolo Manuel de Falla era a capo dell'organizzazione del Concurso de Cante Jondo di Granada. Molti musicisti di musica classica, intellettuali e letterati, inclusi giovani poeti come Federico García Lorca, parteciparono alla manifestazione. Il risultato fu la memorabile serie di esibizioni di flamenchi tenutesi presso la Alhambra nel mese di Giugno.
García Lorca usò il titolo Poema del Cante Jondo in una raccolta di poesie del 1921, sebbene non le pubblicò se non dieci anni dopo.
Nel 1931, García Lorca presentò una conferenza volta a conservare viva la ricca tradizione del Cante Jondo.  Il brano seguente è tradotto dalla conferenza tenuta da Lorca:

Il "cante jondo" si accosta al ritmo degli uccelli, alla musica istintiva del nero pioppo e delle onde; è semplice nella sua forma e desuetudine. È anche un raro esempio di canzone primitiva, la più vecchia di tutta l'Europa, laddove i ruderi della storia, i suoi lirici frammenti sono divorati dalla sabbia, esso appare vivo come al primo mattino di sua vita. L'illustre Falla, che ha studiato la questione attentamente, afferma che la "siguiriya gitana è una canzone appartenente al gruppo del "cante jondo" dichiarando che essa è la sola canzone del continente europeo che si è conservata nella sua forma pura, perché nelle sue diverse composizioni, stili e qualità, essa ha in sé la musicalità primitiva della gente venuta dall'Oriente.